# Borunele
Borunele (lit. Barūnėliai) – wieś na Litwie, w okręgu wileńskim, w rejonie wileńskim, w gminie Niemenczyn.
Na dawnym cmentarzu w Borunelach znajduje się zbiorowa mogiła żołnierzy poległych w walce z policją litewską 7 maja 1944 w Miłejkach, 4 km na zachód od Boruneli. Pochowani tu są żołnierze 1 Wileńskiej Brygady Armii Krajowej: Mieczysław Jarmułowicz, Stanisław Kulesza, Jerzy Rodziewicz oraz żołnierze Uderzeniowego Batalionu Kadrowego Konfederacji Narodu, nieznani z nazwiska, NN „Belgrad” i NN „Połtawa”.

## Historia
W XIX i w początkach XX w. położone były w Rosji, w guberni wileńskiej, w powiecie wileńskim, w gminie Niemenczyn. Po I wojnie światowej pod administracją polską, w Zarządzie Cywilnym Ziem Wschodnich. W latach 1920–1922 w składzie Litwy Środkowej.
Od 11 kwietnia 1922 leżały w Polsce, w województwie wileńskim, w powiecie wileńsko-trockim, do 1 kwietnia 1927 w gminie Niemenczyn, następnie w gminie Podbrzezie. W 1931 miejscowość liczyła 49 mieszkańców, zamieszkałych w 13 budynkach.
Po II wojnie światowej w granicach Związku Sowieckiego. Od 1991 na niepodległej Litwie.